# 中华人民共和国天津海事法院
中华人民共和国天津海事法院，位于天津市滨海新区天津经济技术开发区第二大街75号，是中华人民共和国的一所海事法院。

## 沿革
中华人民共和国成立初期，海事案件统一由地方人民法院民事审判庭审理。1954年，成立了天津、上海、长江水上运输法院，专门受理海事案件。1957年，水上运输法院撤销后，海事案件重归地方人民法院审理。
1984年5月24日，最高人民法院(84)法司字第80号、交通部(84)交办字第985号联合发文《关于设立海事法院的通知》，决定以上海、天津、青岛、大连、广州、长江（驻武汉市）六个水上运输法院筹备组为基础，分别由上海港务管理局、天津港务管理局、青岛港务管理局、大连港口局、广州海运管理局、长江航务管理局负责组建上海、天津、青岛、大连、广州、武汉海事法院，各海事法院自1984年6月1日起宣告成立，并从1984年10月1日开始受理案件。海事法院由交通部主管，专门审理海事海商和行政诉讼案件。1984年11月14日，第六届全国人民代表大会常务委员会第八次会议通过《关于在沿海港口城市设立海事法院的决定》，同日中国国家主席李先念签署中华人民共和国主席令第二十号公布施行。自组建至1999年，天津海事法院由交通部代管。
1999年7月1日，根据中央机构编制委员会办公室、最高人民法院、交通部、财政部《关于理顺大连等6个海事法院管理体制若干问题的意见》，天津海事法院由交通部移交中共天津市委、天津市人民政府、天津市高级人民法院管理，行政级别由副厅局级提升为正厅局级。

## 管辖

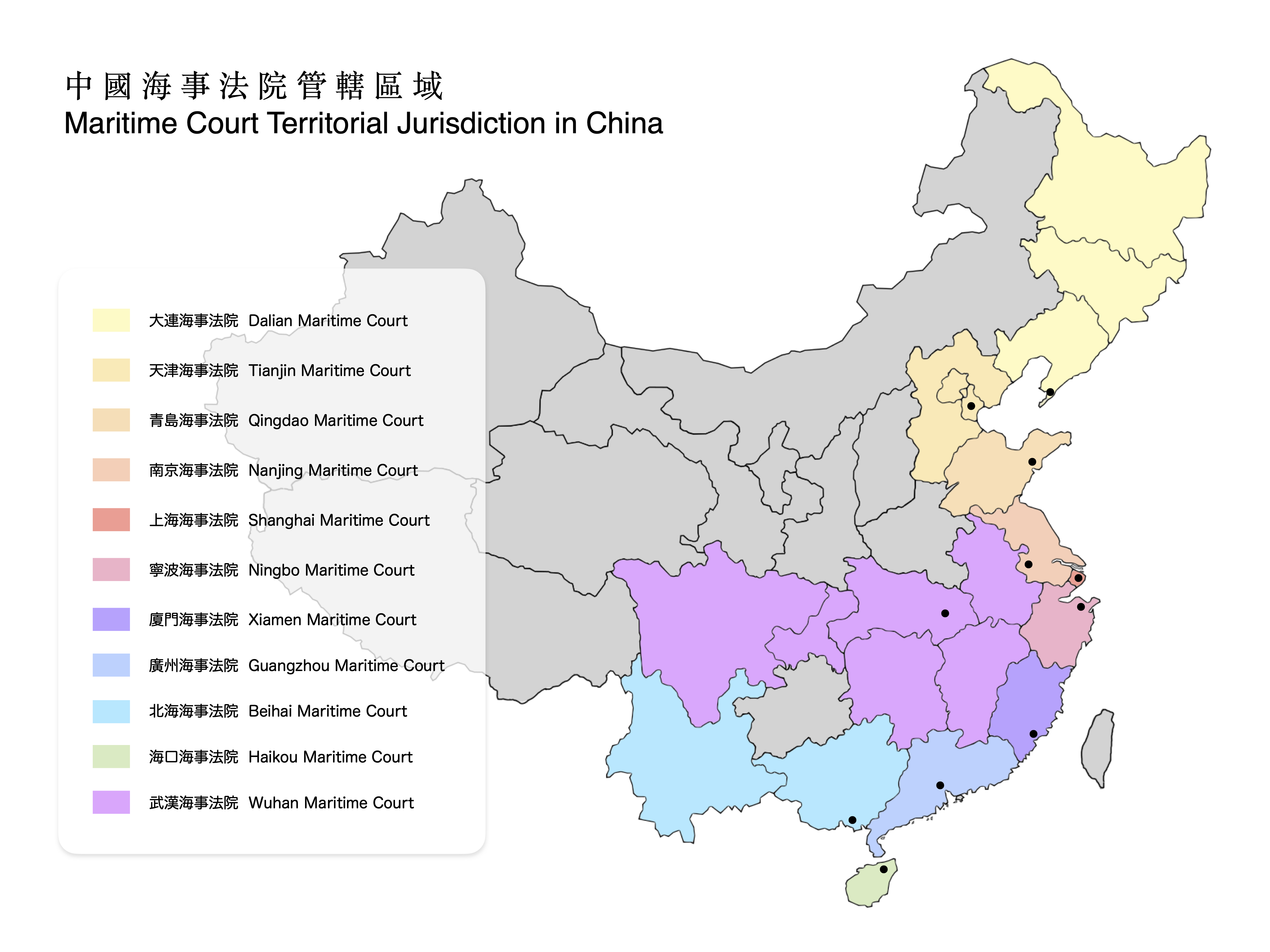
天津海事法院管辖区域主要为京津冀水域

本法院的辖区南起山东省与河北省交界处，北至辽宁省与河北省交界处的延伸海域，包括沿海港口、海上岛屿以及通海水域。本法院审理海事侵权、海上运输、船舶经营、海上保险、海事担保、港口作业、海域环境损害、滩涂利用与海洋勘探开发等海事、海商案件。
最高人民法院于2001年9月以《全国海事法院院长座谈会纪要》的形式明确，以北京市为连接点的共同海损纠纷案件、海上保险合同纠纷案件、海事仲裁裁决的承认和执行案件由天津海事法院管辖。

## 机构设置

### 审判机构
- 立案庭
- 海事审判庭
- 海商审判庭
- 秦皇岛派出法庭
- 曹妃甸派出法庭
- 巡回审判庭
- 审判监督庭
- 执行局
- 审判管理办公室[4][9]

### 其他机构
- 研究室
- 办公室
- 政治部
- 监察室
- 法警支队[4][9]

## 历任院长
- 李柏华（1999年9月－2007年12月19日）
- 马书方（2007年12月19日－2014年9月25日）[10]
- 张勉（2014年9月25日－？）[11]
- 李秀杰（2018年7月25日至今）

## 知名案例
天津海事法院审理了许多知名海事、海商案件。